# Stora Sågtjärnet
Stora Sågtjärnet är en sjö i Dals-Eds kommun i Dalsland och ingår i Örekilsälvens huvudavrinningsområde. Sjön har en area på 0,337 kvadratkilometer och ligger 158,4 meter över havet. Sjön avvattnas av vattendraget Högsbäcken.

## Delavrinningsområde
Stora Sågtjärnet ingår i det delavrinningsområde (653963-127497) som SMHI kallar för Utloppet av Stora Sågtjärn. Medelhöjden är 172 meter över havet och ytan är 1,33 kvadratkilometer. Det finns inga avrinningsområden uppströms utan avrinningsområdet är högsta punkten. Högsbäcken som avvattnar avrinningsområdet har biflödesordning 2, vilket innebär att vattnet flödar genom totalt 2 vattendrag innan det når havet efter 71 kilometer. Avrinningsområdet består mestadels av skog (71 procent). Avrinningsområdet har 0,33 kvadratkilometer vattenytor vilket ger det en sjöprocent på 25,1 procent. Bebyggelsen i området täcker en yta av 0,03 kvadratkilometer eller 2 procent av avrinningsområdet.